# Love (álbum de The Beatles)
Love (en español: ‘Amor’) es un álbum recopilatorio que contiene la banda sonora original y nuevas remezclas de la banda de rock The Beatles, publicado por Apple Records el 20 de noviembre de 2006. Fue ganador del premio Grammy en la categoría de Mejor recopilación para banda sonora para película, televisión u otro medio visual y es la banda sonora del show del Cirque du Soleil con el mismo nombre. Fue producido por George Martin con su hijo Giles Martin.

## Antecedentes y producción
A George Harrison le gustaba el circo canadiense "Cirque du Soleil"; en vida mantuvo una buena relación personal y profesional con el fundador del espectáculo, Guy Laliberte. Antes de morir llegó a un acuerdo con el resto de Los Beatles, Paul McCartney y Ringo Starr, además de Yōko Ono, para montar un show para el circo en que el centro no fuera la vida de Los Beatles sino los abigarrados personajes que los músicos crearon a lo largo de su discografía.
Para este proyecto la empresa Apple, junto a Cirque du Soleil, encargaron a Sir George Martín retomar el papel de productor. Posteriormente se incorporó la empresa Mirage, de Las Vegas, a fin de realizar la primera presentación de Love, durante 2006. El deseo original era hacerlo en Londres o Nueva York, pero no fue posible.
El proyecto Love tomó 2 años, en que George Martin trabajó junto a su hijo Giles como ingenieros de sonido, y en él se utilizó únicamente material original de Los Beatles. Este proyecto sería la primera grabación de Los Beatles realizada originalmente con la tecnología DTS 5.1. Sería también la primera incursión de los Beatles en el teatro, medio que siempre interesó a los músicos, pero en el que nunca pudieron trabajar.
Para el mezclado y edición se utilizaron similares técnicas que empleó el quinteto (Lennon, Harrison, Starr, McCartney y Martin) en sus creaciones, actualizadas con los medios actuales. Ejemplo de esto es el tema "Gnik Nus" que es el tema "Sun King" del álbum Abbey Road tocado al revés.
Cada tema ha sido mezclado incorporando partes de otros temas; en algunos se han doblado pasajes a fin de crear algún ambiente o atmósfera, en otros se han ralentizado o acelerado las voces, también se encuentran trozos que se alargan en el tiempo, en especial las transiciones entre un tema y otro, parte necesaria en presentaciones en vivo en que se pasa de una temática a otra y es necesario cambiar los escenarios.
La versión en 5 canales DTS permite apreciar matices que se pierden en las mezclas de 2 canales o stereo.

## Lanzamiento
| Región         | Fecha      | Discográfica        | Formato         | Catálogo                   |
| -------------- | ---------- | ------------------- | --------------- | -------------------------- |
| Japón          | 15/11/2006 | Toshiba-EMI         | CD              | TOCP-70200                 |
| Japón          | 15/11/2006 | Toshiba-EMI         | CD/DVD/3D-Audio | TOCP-70201                 |
| Reino Unido    | 20/11/2006 | Apple, EMI          |                 |                            |
| Reino Unido    | 20/11/2006 | Apple, EMI          | CD              | 3798082 / 0946 3 79808 2 8 |
| Reino Unido    | 20/11/2006 | Apple, EMI          | CD/DVD-Audio    | 3798102 / 0946 3 79810 2 3 |
| Estados Unidos | 21/11/2006 | Apple, Capitol, EMI | CD              | 0946 3 79808 2 8           |
| Estados Unidos | 21/11/2006 | Apple, Capitol, EMI | CD/DVD-Audio    | 0946 3 79810 2 3           |
| Reino Unido    | 30/04/2007 | Apple, EMI          |                 |                            |
| Reino Unido    | 30/04/2007 | Apple, EMI          | Vinilo          |                            |

## Lista de canciones
Todas las canciones escritas y compuestas por Lennon-McCartney, excepto donde se indique. 
| N.º | Título                                                                              | Escritor(es)              | Duración |  |
| 1.  | «Because»                                                                           | Lennon-McCartney          | 2:44     |  |
| 2.  | «Get Back»                                                                          |                           | 2:05     |  |
| 3.  | «Glass Onion»                                                                       |                           | 1:20     |  |
| 4.  | «Eleanor Rigby / Julia (Transición)»                                                |                           | 3:05     |  |
| 5.  | «I Am the Walrus»                                                                   |                           | 4:28     |  |
| 6.  | «I Want to Hold Your Hand»                                                          |                           | 1:22     |  |
| 7.  | «Drive My Car / The Word / What You're Doing»                                       |                           | 1:54     |  |
| 8.  | «Gnik Nus»                                                                          |                           | 0:55     |  |
| 9.  | «Something / Blue Jay Way (Transición)»                                             | George Harrison           | 3:29     |  |
| 10. | «Being For the Benefit of Mr. Kite! / I Want You (She's So Heavy) / Helter Skelter» |                           | 3:22     |  |
| 11. | «Help!»                                                                             |                           | 2:18     |  |
| 12. | «Blackbird / Yesterday»                                                             |                           | 2:31     |  |
| 13. | «Strawberry Fields Forever»                                                         |                           | 4:31     |  |
| 14. | «Within You Without You / Tomorrow Never Knows»                                     | Harrison/Lennon-McCartney | 3:07     |  |
| 15. | «Lucy In the Sky With Diamonds»                                                     |                           | 4:10     |  |
| 16. | «Octopus's Garden»                                                                  |                           | 2:51     |  |
| 17. | «Lady Madonna»                                                                      |                           | 2:56     |  |
| 18. | «Here Comes the Sun / The Inner Light»                                              | Harrison                  | 4:18     |  |
| 19. | «Come Together / Dear Prudence / Cry Baby Cry»                                      |                           | 4:45     |  |
| 20. | «Revolution» (2:14 en la versión de CD)                                             |                           | 3:23     |  |
| 21. | «Back in the U.S.S.R.» (1:53 en la versión de CD)                                   |                           | 2:34     |  |
| 22. | «While My Guitar Gently Weeps»                                                      | Harrison                  | 3:46     |  |
| 23. | «A Day in the Life»                                                                 |                           | 5:08     |  |
| 24. | «Hey Jude»                                                                          |                           | 3:58     |  |
| 25. | «Sgt. Pepper's Lonely Hearts Club Band (Reprise)»                                   |                           | 1:22     |  |
| 26. | «All You Need is Love»                                                              |                           | 3:40     |  |

| Bonus Tracks de iTunes |                        |          |  |
| N.º                    | Título                 | Duración |  |
| 27.                    | «The Fool on the Hill» | 3:29     |  |
| 28.                    | «Girl»                 | 2:42     |  |

## Detalles de las canciones
Love contiene elementos de 130 grabaciones individuales de The Beatles. Aunque no se ha hecho pública una lista completa, lo que más se destaca de estas mezclas ha sido notado por la prensa y algunos fanes del grupo.
- "Because" – Una entrevista en Entertainment Weekly revela que la canción inicial incluye el sonido de las aves utilizado en la versión de "Across the Universe" del álbum World Wildlife Fund No One is Gonna Change Our World de 1969[4] Adicionalmente, se utilizaron los sonidos de una Paloma Torcaz y Sonidos de Ave de "Good Morning Good Morning" y el Final de A Day in the Life con canto A cappella "para hacerlo más inglés," de acuerdo a George Martin.[4]

- "Get Back" – Fue reportado que la pista utiliza la guitarra inicial de "A Hard Day's Night", Los solos de guitarra y batería de "The End", la percusión de "Sgt. Pepper's Lonely Hearts Club Band (Reprise)", las olas de orquesta de "A Day in the Life y los aplausos del Shea Stadium[5][6]

- "Glass Onion" - La pista se compone de estar recortada; dejando solo el coro vocal y el último estribillo, también se encuentran elementos vocales de "Hello Goodbye", efectos de sonido de "Only a Northern Song" y un extracto del solo de trompeta de "Penny Lane".

- "Eleanor Rigby" / "Julia" - La pista tiene un intro de solo de cuerdas extraído de la colección Anthology, comenzando con el coro y recortando el estribillo de entremedio. Al final de la canción, se extiende el último toque de cuerdas. En la Transición, se encuentra la guitarra de " Julia" alterada, puesta en clave #E o Mi, omitiendo los vocales de dicha canción. También hay elementos vocales de "John Lennon", como gritando a lo lejos (Posiblemente de "A Day in the Life"), voces de niños en un jardín infantil de Revolution 9, Swarmandal de Strawberry Fields Forever, efectos de sonido de "Revolution 9" y un oleaje de cuerdas de "A Day in the Life".

- "I Am The Walrus" - La canción comienza con una risa de "John Lennon" y "George Martin" diciendo "1 2 3" y comienza la que se mantiene "similar" a la original, ya que omiten un efecto vocal entre el coro y el último verso. El Final es extendido y omiten el efecto "Fade Out" de la canción original terminando en un pequeño verso de una grabación de "El Rey Lear" mezclando el público gritando (provienente de las grabaciones del Hollywood Bowl) y se escucha a "Ed Sullivan" gritar "Here they are, ¡The Beatles!" Dando paso a "I Want to Hold Your Hand".

- "I Want to Hold Your Hand" – Una entrevista con George y Giles Martin reveló que se mezclaron elementos de la versión de estudio y de una de las presentaciones en vivo en el Hollywood Bowl para crear esta versión.[4] Está versión es más corta que la original, durando solamente 1:22.

- "Drive My Car" / "The Word" / "What You're Doing" – Fue reportado que en la mezcla están presentes el solo de guitarra de "Taxman" mezclado con el riff de "Lucy in the Sky with Diamonds", un pequeño coro armónico bajado de tono de la canción "Helter Skelter", la sección de cornos de "Savoy Truffle", el intro de solo de batería de "What You're Doing" bajo, piano y vocales de "The Word" mezclado con el último coro del tema principal.[7]

- "Gnik Nus" – Como sugiere el título, la pista contiene el arreglo vocal de "Sun King" puesto en reversa, ecos de sitara de "Getting Better" de fondo y un intro de orquesta dando comienzo a la canción "Something".[7]

- "Something" / "Blue Jay Way" – La pista contiene una orquesta de fondo, para así darle un toque más relajante y romántico. También tiene elementos vocales de "Nowhere Man" algunos sonidos de "Revolution 9 y risas de Hey Bulldog" dándole así un ambiente circense.[8]

- "Being for the Benefit of Mr. Kite!" / "I Want You (She`s So Heavy)" / "Helter Skelter"  - La canción comienza con el tambor y público de "Being for the Benefit of Mr. Kite!" y al final de la canción, se mezcla la percusión, risas y sonidos de circo de la primera canción titulada con el bajo, guitarra y piano de "I Want You (She's So Heavy)" y el vocal de "Helter Skelter" seguido de un sonido de viento.

- "Help" - En esta canción, solo se amplia el último coro, así como también cambia la edición del efecto estéreo y la calidad para este álbum.

- "Blackbird" / "Yesterday"  - Esta canción comienza con un intro y arreglo de guitarra de "Blackbird" donde se escuchan las clásicas décimas que permiten reconocer la canción pero se modifica la cuarta nota dándole una resolución acorde a la tonalidad de "Yesterday" que es el tema que realmente va a escucharse a continuación acompañado de un retoque de cuerdas.

- "Strawberry Fields Forever" – Una revisión del álbum señaló que esta versión se basa en un demo acústico. Básicamente se trata de las tres versiones que aparecen en el segundo disco del álbum Anthology 2[9] Incluye la parte orquestal de "Sgt. Pepper's Lonely Hearts Club Band", el solo de piano de "In My Life", la trompeta incluida en "Penny Lane", el violonchelo y el arreglo de cuerdas de "Piggies" y la coda de "Hello, Goodbye".[7]

- "Within You Without You" / "Tomorrow Never Knows" – Esta versión comienza con la cítara del tema Sea of Time de la película Yellow Submarine. Principalmente combina los vocales e instrumentos hindúes de "Within You Without You" con el bajo y la batería de "Tomorrow Never Knows y cerca del final, hay elementos vocales de "Rain" de la parte Shines, When the Sun Shines puestos al revés, mezclados con efectos de sonido extraídos de la película animada "Yellow Submarine" puestos al revés."[6]

- "Lucy In The Sky With Diamonds" - En esta versión se extiende el inicio, se puede escuchar mejor la citara en el coro, además se escuchan sonidos provenientes de la canción  Baby you're a rich man, en el último coro se escucha el arreglo de cornos franceses de "Sgt. Pepper's Lonely Hearts Club Band y se omite la repetición infinita, extendiendo un poco el último grito del coro y vuelven los sonidos del intro mezclados con sonidos del tema anterior. Al final, para la transición, se usan los arreglos de cuerdas de "Good Night" para dar paso a "Octopus's Garden"

- "Octopus's Garden" – De acuerdo a USA Today y PopMatters, esta pista contiene el arreglo de cuerdas de "Good Night", el efecto de sonido y pequeño vocal utilizado en "Yellow Submarine", el intro de batería de "Lovely Rita", omitiendo el intro y el final de guitarra de la canción original, extractos de la batería y la voz de "Polythene Pam" en el solo de guitarra, un extracto de guitarra de "Helter Skelter", el final corregido con la canción "You're Going to Lose That Girl" y el intro de instrumentos y vocal de "Sun King".[6][7]

- "Lady Madonna" – La canción incluye el riff de la guitarra de "Hey Bulldog", el solo de guitarra de Eric Clapton de "While My Guitar Gently Weeps", la introducción de batería de "Why Don't We Do It in the Road?" y el solo de órgano de Billy Preston de "I Want You (She's So Heavy)".[10]

- "Here Comes the Sun" / "The Inner Light" – Como lo menciona Giles Martin, la pista incluye los vocales de fondo de "Oh! Darling", el intro de sitar y percusión de "Within You Without You", el bajo de "I Want You (She's So Heavy)" y el coro de instrumentos de "The Inner Light".[11]

- "Come Together" / "Dear Prudence" / "Cry Baby Cry" – En esta versión, "Come Together" no cambia nada, salvo al final, que se escucha el coro de "Dear Prudence", para dar paso a la transición de "Cry Baby Cry", con el fragmento de esta, la canción de McCartney llamada "Can You Take Me Back", que en verdad sale sólo un fragmento de esta, acompañada de la percusión y Bajo de A Day In The Life, Cuerdas de "Eleanor Rigby" y el bombo de que da paso a "Revolution".

- "Revolution" – En esta versión, se usa solamente la primera parte, dejando la tercera estrofa y el último coro de lado (en la versión de iTunes, la canción está en su totalidad) y se usa parte de la guitarra de "It's All Too Much" dando paso al siguiente tema.

- "Back in the U.S.S.R." – En esta versión, se deja de lado el último verso y el último coro (al igual que Revolution, en la versión de iTunes, la canción está en su totalidad).

- "While My Guitar Gently Weeps" – Un artículo de la BBC revela que George Martin decidió utilizar una versión previa de la grabada para el álbum y escribirle un nuevo fondo orquestal. Esto también fue declarado en el quinto capítulo del podcast The Beatles LOVE, Al final de la canción se escucha parte que dará comienzo a la canción A Day in the Life, parte que se puede escuchar en el álbum Anthology 2 de dicho tema.[9][12]

- "A Day In The Life" - En el comienzo se puede escuchar a John Lennon farfullando «sugar plum fairy, sugar plum fairy». Los únicos cambios en la canción son el intro sin público (como en la original) y el murmullo de voces después del oleaje de cuerdas.

- "Hey Jude" - En esta versión la recortaron y en mitad de la canción, se hace un solo de batería con las palmas del público además de un fraseo de palabras y un grito de Paul, y se escucha un bajo que aún no se sabe si son de grabaciones de ediciones antecesoras o lo crearon específicamente para la canción, también hay un juego de fraseo que hace "Paul McCartney" durante los últimos coros. al final se escuchan trompetas dando paso a la canción Sgt. Pepper's Lonely Hearts Club Band (Reprise).

- "Sgt Pepper's Lonely Hearts Club Band (Reprise)" - En esta versión le quitaron el sonido que se escucha al principio en la versión original y quitaron la parte vocal entre el "3...4". Como contraparte, se añadieron diez segundos de nueva melodía interpretada por variados instrumentos de metal, en forma descendente, hasta llegar a la melodía original.

- "All You Need Is Love" - En esta edición se escucha mejor las trompetas. En el minuto 2:10, se puede escuchar mejor el piano, y en el minuto 2:45 se pueden escuchar elementos vocales de la canción "Baby You're a Rich Man" y "Rain", además de un extracto de guitarra de "Ticket to Ride" y también se escuchan los coros de Sgt. Pepper's Lonely Hearts Club Band (canción). En el minuto 3:14 se escuchan los arreglos de cuerdas de "Good Night" y se escuchan aplausos y risas, y al final se escuchan a John decir: "Hey turn the light off", y para terminar la canción se escucha a John decir: "Goodnight to yourselves and God bless you".

- "The Fool On the Hill" - La pista comienza con el sitar de "Within You Without You" acompañado del bajo de "Because" y el piano de "The Fool On the Hill" extracto directo de la colección Anthology, en el coro vocal, acompaña a la canción el coro vocal de "Mother Nature's Son". Además, en el primer coro instrumental la canción va acompañada de un extracto de piano de "Dear Prudence", también se escuchan elementos de percusión de "Maxwell's Silver Hammer" y amplifica la guitarra tocada por John Lennon y la percusión de Ringo Starr.

- "Girl" - En esta canción se agregan el sitar de "Within You Without You", extractos de guitarra de "And I Love Her" y elementos de percusión de "Being for the Benefit of Mr. Kite!" y "Nowhere Man", también se amplía el último coro.

## Posición en las listas de éxitos
| País / Chart (2007)                             | Proveedor(es)                        | Posición | Certificación | Ventas     |
| ----------------------------------------------- | ------------------------------------ | -------- | ------------- | ---------- |
| Argentina                                       | CAPIF                                | 1        | 2× Oro        | 40,000     |
| Estados Unidos (Billboard 200)                  | Billboard                            | 4        | Platino       | 1,669,712  |
| Estados Unidos (Billboard Comprehensive Albums) | Billboard                            | 4        | Platino       | 1,669,712  |
| Estados Unidos (Billboard Top Internet Albums)  | Billboard                            | 1        | Platino       | 1,669,712  |
| Unión Europea                                   | IFPI                                 | 1        | 2× Platino    | 2,000,000+ |
| Canadá                                          | Nielsen Soundscan                    | 1        | 2× Platino    | 200,000+   |
| Francia                                         | SNEP/IFOP                            | 1        | Platino       | 211,200    |
| Grecia                                          | IFPI                                 | 1        | Oro           | 20,000     |
| Irlanda                                         | IRMA                                 | 1        | 3× Platino    | 45,000     |
| Australia                                       | ARIA                                 | 2        | 2× Platino    | 140,000+   |
| Nueva Zelanda                                   | RIANZ                                | 2        | Platino       | 15,000+    |
| Alemania                                        | Media Control                        | 2        | 3× Oro        | 300,000+   |
| Suecia                                          | GLF                                  | 2        | Oro           | 20,000+    |
| Reino Unido                                     | BPI / The Official UK Charts Company | 3        | 2× Platino    | 769,000o   |
| Japón                                           | Oricon                               | 3        | Platino       | 242,822    |
| Suiza                                           | Media Control Europe                 | 3        |               |            |
| Bélgica                                         | Ultratop / Nielsen                   | 3        | Oro           | 15,000+    |
| Austria                                         | Media Control Europe                 | 3        |               |            |
| Países Bajos                                    | MegaCharts                           | 4        | Oro           | 47,130     |
| República Checa                                 | IFPI                                 | 4        |               |            |
| Finlandia                                       | GLF                                  | 5        |               |            |
| Italia                                          | FIMI / Nielsen                       | 7        | Platino       | 150,000    |
| Portugal                                        | Promusicae / Media Control           | 5        | Oro           | 10,000+    |
| España                                          | Promusicae / Media Control           | 9        |               |            |
| Estonia                                         | Media Control Europe                 | 17       |               |            |

## CD promocional
Para la promoción del álbum, se sacó al mercado el CD promocional Love 4 Track Sampler, que contenía muestras de cuatro de las canciones del álbum remezcladas por George Martin.

### Lista de canciones
| N.º   | Título                                           | Escritor(es)     | Duración |  |
| 1.    | «Strawberry Fields Forever (Versión de Love)»    | Lennon/McCartney | 4:27     |  |
| 2.    | «Octopus's Garden (Versión de Love)»             | Richard Starkey  | 2:58     |  |
| 3.    | «Lady Madonna (Versión de Love)»                 | Lennon/McCartney | 3:02     |  |
| 4.    | «While My Guitar Gently Weeps (Versión de Love)» | George Harrison  | 3:23     |  |
| 13:50 |                                                  |                  |          |  |